# Carlos Pellicer Andrés
Carlos Pellicer Andrés (Benigànim, La Vall d'Albaida, 1971) és un director de banda i compositor valencià, especialment de música festera.

## Biografia
Començà a estudiar música als 8 anys en l'aleshores recentment fundada Societat Musical La Tropical de Benigànim. D'allí passà al Conservatori Professional de Música Lluís Milà de Xàtiva, on estudià clarinet amb els mestres Ricard Huerta, Fèlix Vela i Ricardo Forner. El 1998 obtingué, a l'Escola de Magisteri Ausiàs March de la Universitat de València, el títol de Mestre d'Educació Musical. Posteriorment ha ampliat la seva formació amb diversos cursos de clarinet, harmonia, instrumentació i direcció de banda amb Miguel Espejo, Eduardo Bernabeu, Jean Marc Volta, Henrie Adams, Jan Cober, Josep Rafael Pascual Vilaplana, José Vicente Asensi i Ramon Garcia i Soler.
En tant que compositor, ha escrit obres simfòniques, de música de cambra, música festera i de caràcter pedagògic. Ha guanyat els concursos de música festera de Callosa d'en Sarrià en el 2000 i els de Calp i d'Altea en el 2003. També obtingué el premi del V Concurs de Creació Musical Supermúsics 2002, a Barcelona. Carlos Pellicer és (2007) vocal a la junta de l'Asociación de compositores de Música de Moros y Cristianos.
Del 1996 endavant ha estat professor de l'escola de música de la Societat "La Tropical" i director (1998 a 2003) de la seva Banda Juvenil. Des de novembre del 2003 (i com a mínim fins a novembre de l'any següent), dirigí la banda de la Societat Unió Musical de la Canyada. Des del 1999 és professor especialista en Educació Musical amb plaça al Col·legi Públic Ramón Esteve, de la Pobla del Duc.

## Obres
- Quatre vents, per a quartet de clarinets.

### Per a banda
- Apoteosi (2003), marxa cristiana. Premi del III Concurs de Música Festera "Villa de Calpe"
- Asbag (2003), marxa mora. Premi del IV Concurs de Composició de Música Festera d'Altea. Obra d'interpretació obligada en el II Certamen de Bandes d'Altea la Vella 2004
- Calavia (2004), pas-doble
- Cantal Roig (2003), marxa cristiana
- Haissan (2003), marxa mora
- L'Illa (2005), marxa mora. L'Illa és d'un dels noms que ha tingut Elda al llarg de la història; la marxa fou d'interpretació obligada en el XX Certamen de Música Festera d'Elda
- Iuventûs (2003), obertura
- Jesús Alonso, valentino (2002), pas-doble
- Khafaja (2004), marxa mora
- Rex
- Subiaco (2004), suite simfònica dedicada al pintor Vicent March i Marco. En quatre parts: Els carrer de Subiaco, L'Acqua de l'Aniene, Subiaco pintoresc, Nerone
- Titans (2000), marxa cristiana, primer premi del VI Concurs Nacional de Música Festera de Callosa d'en Sarrià